# 丘相
丘相（1442年—？），字廷佐，湖廣德安府孝感縣人，軍籍，明朝政治人物。

## 生平
湖廣鄉試第四十八名舉人。成化十七年（1481年）中式辛丑科會試第七十六名，三甲第一百二十名進士。

## 家族
曾祖丘福乙；祖父丘文斌；父丘源，縣主簿。母林氏；繼母閔氏；繼母謝氏。具庆下。